# O Salário da Morte
O Salário da Morte é um filme dirigido pelo cineasta paraibano Linduarte Noronha. Trata-se do primeiro longa-metragem de ficção produzido na Paraíba, na cidade de Pombal, em 1970. Teve sua montagem assinada por João Ramiro Mello.
Baseado no conto "Fogo", de José Bezerra Filho, o roteiro foi escrito por Linduarte Noronha, Antônio Barreto e Neto Jurandir Moura. Aclamado pela crítica e vencedor do prêmio Manuel Antônio de Almeida, promovido pela Secretaria de Educação do Estado da Guanabara, o romance Fogo! (1970) é tipicamente nordestino: reflete um ambiente sertanejo onde ainda impera a figura truculenta do coronel da roça, senhor inquestionável dos bens e da vida dos seus subordinados.
A trama central da história gira em torno da pistolagem de aluguel e dos assassinatos que vão sendo cometidos para satisfazer os interesses dos seus mandatários. Essa modalidade de crime, consagrada no meio rural, é uma herança do coronelismo - fenômeno decorrente do desdobramento da Guarda Nacional criada durante o Império, quando foram conferidos poderes de policiamento às oligaquias regionais. Trata-se de um recurso utilizado geralmente para resolver litígios relacionados a questões de terras que não podem ser enfrentados pela via legal, como disputas políticas, desafetos pessoais e afetivos, desentendimentos com a vizinhaça ou dívidas pessoais.
O chefe político do lugar é morto a tiros por um pistoleiro profissional e a cidade, localizada no sertão nordestino, passa a viver em clima de apreensão. Para solucionar o crime, um juiz é enviado da capital, a fim de realizar o inquérito, e também é assassinado. A história, porém, é centrada no drama de uma família pobre que se torna refém de elementos ligados ao Sindicato do Crime. Joaquim Pedro e Dona Severina pressentem o perigo que paira sobre a sua família mas, por estarem endividados, cedem ao pedido de Vicente Pitanga, chefe da criminalidade e mandante do assassinato do seu rival Chico Gregório, para acobertar o pistoleiro em sua casa. Gedeão e Joaninha, os seus filhos, participam atônitos à evolução do drama.
A fim de evitar que o pistoleiro conte sobre o assassinato, Vicente Gedeão manda matá-lo e também a Joaquim Pedro e Gedeão, que haviam sido presos para prestar esclarecimentos sobre o pistoleiro. Ao final, Joel, o filho mais velho de Joaquim Pedro, chega à cidade após passar um longo período dirigindo o seu caminhão pelas estradas. O personagem invisível, mas sempre presente, desde o início da história, é a organização Sindicato do Crime: a sua onipresença na localidade direciona as ações principais em que os personagens se envolvem, distribuindo pavor entre a população e alçando-o à condição de protagonista do filme.

## Elenco
- Margarida Cardoso
- Horácio de Freitas
- Eliane Giardini
- Balduino Lélis
- Edson Borges
- Valderedo Paiva
- Edgard Miranda
- Ednaldo do Egypto
- Glaura
- João Lucena
- Benedito de Oliveira
- Mirócene Amorim
- Zé Maria
- Cynthio Cilaio Ribeiro